# François-Pierre Chaumeton
François-Pierre Chaumeton (Chouzé-sur-Loire, 20 settembre 1775 – Parigi, 10 agosto 1819) è stato un farmacista, botanico e medico francese.

## Biografia
Studiò medicina, umanesimo e lingue (in particolare greco) a Parigi, in seguito, lavorò come chirurgo negli ospedali militari, però lo trovò sgradevole, allora scelse di lavorare come farmacista a Val-de-Grâce.
Dopo la morte di sua moglie entrò in una fase di depressione, per risolvere questo problema i suoi amici gli consigliarono di lasciare Parigi e di viaggiare nei vari paesi, per dimenticare l'accaduto.
Dopo aver conseguito il dottorato in medicina a Strasburgo nel 1805 (con tesi di laurea "Essai d'entomologie médicale"), si trasferì nei Paesi Bassi, dove rimase per diversi anni. Più tardi, seguì gli eserciti in Prussia, in Polonia, in Austria e nelle Province illiriche, e nel frattempo imparò le lingue dei relativi paesi che visitò; svolse anche un'ampia ricerca nelle loro biblioteche. Quando fu in pensione, si stabilì a Parigi, trascorrendo gli ultimi anni della sua vita soffrendo di tubercolosi.

## Opere

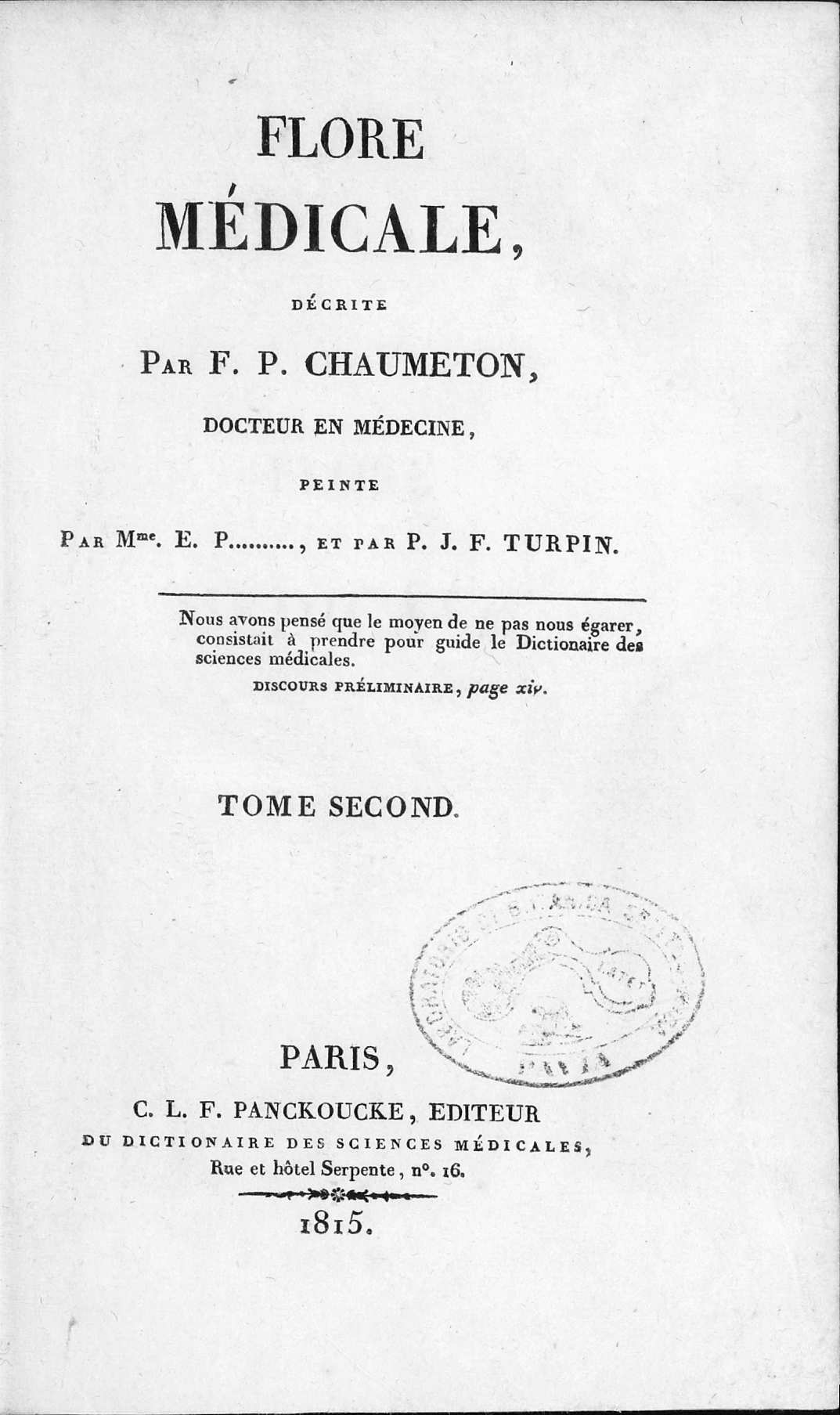
Flore médicale, 1815

Direttore del multi-volume "Dictionnaire des sciences médicales" (editore Panckoucke 1812-1822, 60 volumi) e con Jean Louis Marie Poiret e Jean-Baptiste-Joseph-Anne-César Tyrbas de Chamberet, fu co-autore di "Flore médicale" (piante medicinali).
- (FR) Flore médicale, vol. 2, Paris, Charles Louis Fleury Panckoucke, 1815.
  - (FR) Flore médicale, vol. 3, Paris, Charles Louis Fleury Panckoucke, 1816.
  - (FR) Flore médicale, vol. 5, Paris, Charles Louis Fleury Panckoucke, 1818.
  - (FR) Flore médicale, vol. 6, Paris, Charles Louis Fleury Panckoucke, 1818.
  - (FR) Flore médicale, vol. 7, Paris, Charles Louis Fleury Panckoucke, 1820.
  - (FR) Flore médicale, vol. 8, Paris, Charles Louis Fleury Panckoucke, 1820.

Le seguenti sono le biografie del XX secolo di Chaumeton:
- Notice biographique sur François-Pierre Chaumeton (1775-1819), di Ernest Henry Tourlet; Blais et Roy, 1904.[2]
- Le Docteur François-Pierre Chaumeton, noble figure de Touraine [1775-1819], di André Jean Brut, 1949.[3]